# 白整 (明朝)
白整（14世紀—15世紀），字思齊，北直隸順天府薊州豐潤縣杏西社人，明朝政治人物。

## 生平
白整是永樂三年（1405年）的舉人，授湖廣布政司岳州府華容縣知縣，為政仁厚清廉，愛民如子；當時北京營建宮殿，人民苦於採木，多人遭毒蟲所傷，他就調護備至，十二年後陞任河南布政司彰德府磁州同知，華容縣父老赴闕請求讓他留任，於是改陞武昌府同知，兼理華容縣事，又十年才致仕，行李蕭然如初，不能歸鄉，因此世居華容，入祀華容名宦祠和豐潤鄉賢祠。

## 引用
1. 1 2  光緒《豐潤縣志·卷五》：白整，杏西社人，永樂乙酉舉人，授湖廣布政司岳州府華容縣知縣，仁厚清廉愛民如子；九載考績陞河南布政司彰德府磁州同知，華容耆老赴闕奏留，改陞武昌府同知，理華容縣事，又十年致仕，囊橐蕭然無異如初，民不忍離，遂世居焉，祀鄉賢。
2. ↑  光緒《華容縣志·卷八·職官》：白整，字思齊，直隸豐潤舉人，永樂間知華容，時營建北京宮殿，民苦採木，多位毒蟲所傷，整調護周至，居十二年以擢去，民赴闕奏留，乃改武昌府同知，仍掌縣事；熟悉民隱，每有徵發，集父老於庭商度以應，情若父子，又十年以老致仕，仕貧不能歸，遂家華容，祀名宦。